# ویلیام لویس هرندون
فرمانده ویلیام لویس هرندون (William Lewis Herndon) (زادهٔ ۲۵ اکتبر ۱۸۱۳ – درگذشتهٔ ۱۲ سپتامبر ۱۸۵۷) یکی از کاوشگران و دریانوردان سرشناس نیروی دریایی ایالات متحده بود. در سال ۱۸۵۱، او رهبری یک گروه اکتشافی آمریکایی را به درهٔ آمازون برعهده داشت که گزارشی به‌نام کاوش در درهٔ آمازون را تهیه کرد که به‌طور فراگیری در سال ۱۸۵۴ منتشر شد.
هرندون به خصوص برای نجات ۱۵۲ زن و کودک، زمانی که در سپتامبر ۱۸۵۷، فرماندهی کشتی تجاری سنترال آمریکا را برعهده داشت، مورد توجه قرار گرفت. طی طوفان سه روزه در نزدیکی سواحل کارولینای شمالی، کشتی از کار افتاد. هرندون ترتیبی داد که تعدادی از زنان و کودکان، صحیح و سالم به کشتی دیگری انتقال داده شوند. هیچ راهی برای نجات کشتی نبود و هرندون ترجیح داد با بیش از ۴۰۰ مسافر و خدمه در کشتی بماند. کشتی در ۱۲ سپتامبر در نزدیکی کیپ هاتراس غرق شد. این حادثه، بزرگترین تلفات جانی یک کشتی تجاری در تاریخ ایالات متحده را رقم زد.
دو سال بعد، دخترش الن لویس هرندون با چستر آلن آرتور، رئیس‌جمهور آتی ایالات متحده ازدواج کرد.

## اوایل زندگی و خانواده
ویلیام لویس هرندون در فردریکزبرگ، ایالت ویرجینیا چشم به جهان گشود. او با فرانسیس الیزابت هانسبورو ازدواج کرد و صاحب دختری به نام الن لویس هرندون (همسر آتی چستر آلن آرتور) شدند که در کالپپر کورت هاوس، ویرجینیا متولد شد. نویسنده لوسی هرندون کراکت، نوهٔ برادرش بود.

## خدمت نیروی دریایی

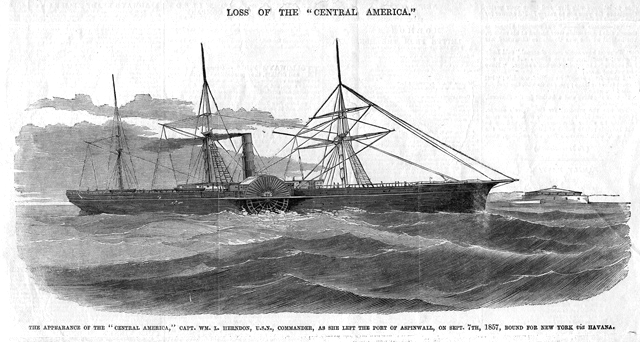
SS Central America

هرندون در اول نوامبر ۱۸۲۸، دانشجوی نیروی دریایی شد. در سال ۱۸۳۴، دورهٔ دانشجویی خود را با موفقیت به پایان رساند و در سال ۱۸۴۱ به درجهٔ ناوبانی ارتقاء یافت. او از آن زمان تا سال ۱۸۴۲ در اقیانوس آرام، آمریکای جنوبی، مدیترانه و آب‌های خلیج، دریاگردی کرد.
از سال ۱۸۴۲ تا ۱۸۴۶، هرندون به همراه پسرخاله و شوهر خواهر خود، متیو فونتین موری، در انبار نقشه‌ها و تجهیزات رصدخانهٔ نیروی دریایی ایالات متحده خدمت کرد. آنها در آنجا نقشه‌های مربوط به اقیانوس‌شناسی را آماده می‌کردند و کارهایی که برای دریانوردی ایمن و دقیق در دریاها ارزشمند بود را انجام می‌دادند.
در زمان جنگ مکزیک و آمریکا، هرندون با افتخار فرماندهی کشتی دو دکله آیریس را برعهده داشت.

### کاوش در آمازون
در سال ۱۸۵۱، هرندون رهبری گروهی اکتشافی به درهٔ آمازون را برعهده داشت؛ منطقه‌ای وسیع که توسط اروپایی‌ها اکتشاف نشده بود، هرچند هزاران سال بود که قبایل بی‌شماری از افراد بومی در آنجا ساکن بودند. هدف از این سفر، تشخیص منابع تجاری و ظرفیت‌های دره بود. در ۲۱ مه ۱۸۵۱، هرندون به همراه ستوان لردنر گیبون و پنج مرد دیگر، از لیمادر پرو حرکت و وارد جنگل‌های آمازون شدند. پس از عبور از کوردیلرا، گیبون برای کاوش شاخه‌های بولیوی از رود آمازون از گروه جدا شد، در حالی که هرندون به کاوش شاخهٔ اصلی ادامه داد. هرندون پس از طی مسیر ۴۳۶۶ مایلی (۷۰۲۶ کیلومتری) که او را از طبیعت بکر و از سطح دریا به ارتفاعات ۱۶۱۹۹ فوتی (۴۹۳۷ متری) برد، در ۱۱ آوریل ۱۸۵۲ به شهر پارا در برزیل رسید.
در ۲۶ ژانویه ۱۸۵۳، هرندون گزارشی جامع و مصور در ۴۱۴ صفحه به وزیر نیروی دریایی، جان پی کندی ارائه کرد. این گزارش توسط نیروی دریایی در سال ۱۸۵۴ با عنوان کاوش درهٔ آمازون منتشر شد. نیروی دریایی دستور داد که «۱۰۰۰۰ نسخهٔ اضافی از این گزارش برای مجلس سنا چاپ شود». این گزارش به‌طور فراگیری پخش و در آثاری دربارهٔ قوم‌شناسی و تاریخ طبیعی به آن استناد شد.

### کشتی بخار سنترال آمریکا
هرندون پس از دو سال خدمت در کشتی‌های جنگی پوتوماک و سان جاسینتو، در سال ۱۸۵۵، فرماندهٔ کشتی بخار سنترال آمریکا، متعلق به شرکت پُست آتلانتیک، در مسیر نیویورک به اسپینوالدر پاناما، شد. کاپیتان‌های نیروی دریایی به فرماندهی کشتی‌های بخار پُستی در مسیرهای اقیانوس‌اطلس و اقیانوس آرام منصوب می‌شدند. این کشتی‌ها توسط شرکت‌هایی که تحت قرارداد با دولت فدرال بودند، اداره و نگهداری می‌شدند. در آن زمان، این کشتی‌های بخار مقادیر زیادی طلا را از نواحی زرخیز کالیفرنیا به شهرهایی در کرانهٔ شرقی و ضرابخانهٔ ایالات متحده در فیلادلفیا منتقل می‌کردند. (سنترال آمریکا نام جدید جورج لاو و اسپینوال نام انگلیسی کلون، پاناما بود).
هرندون در حال انتقال حدود ۱۵ تُن طلا (در آن زمان به ارزش ۲٬۰۰۰٬۰۰۰ دلار) و ۴۷۴ مسافر که بسیاری از آنها کالیفرنیایی و در حال بازگشت به کرانهٔ شرقی بودند و همچنین ۱۰۱ خدمه بود. چند روز پس از ترک کوبا در ۷ سپتامبر ۱۸۵۷، کشتی با طوفان سه روزه در نزدیکی کیپ هاتراس مواجه شد. شدت طوفان پیوسته افزایش می‌یافت. تا ۱۲ سپتامبر، کشتی سنترال آمریکا از طریق چندین نشتی به دلیل عدم وجود دیواره‌های ضدآب و از کارافتادگی، لبریز از آب شد. آب جمع‌شده در انبار کشتی باعث خاموشی دیگ‌های بخار شد و پمپ‌های محرکه را از کار انداخت.
هرندون متوجه شد که کشتی در حال غرق شدن است. او پرچم کشتی را وارونه به اهتزاز درآورد، به این امید که کشتی دیگری آنها را ببیند. در ساعت ۲ بعد از ظهر، کشتی مرین از هند غربی برای کمک به مسافران از راه رسید. کشتی مرین ظرفیت پذیرش همهٔ مسافران و خدمه را نداشت. فرمانده هرندون بر سوارکردن زنان و کودکان به قایق‌های نجات برای انتقال به کشتی مرین نظارت کرد. او ساعت خود را به یکی از زنان مسافر داد تا برای همسرش بفرستد و به او بگوید که نمی‌توانست کشتی را ترک کند در حالی که هنوز آدم روی کشتی بوده‌است. بیشتر زنان و کودکان به سلامت به کشتی مرین رسیدند. نگرانی هرندون برای مسافران و خدمه‌اش به نجات ۱۵۲ نفر از ۵۷۵ سرنشین کشتی کمک کرد.
مردان کشتی سنترال آمریکا سعی کردند با شکستن قطعات چوبی، تخته‌های شناور درست کنند، به این امید که از غرق شدن جان سالم به در ببرند. بعدها تعدادی از آنها توسط کشتی‌های عبوری نجات یافتند، اما بیشتر ۴۲۳ نفر باقی مانده در کشتی جان باختند که بزرگترین تلفات جانی یک کشتی تجاری در تاریخ ایالات متحده بود. بازماندگان فاجعه گزارش کردند که آخرین بار فرمانده هرندون را با لباس فرم دیده‌اند که کنار اتاقک دیدبانی کشتی ایستاده و دستش روی نردهٔ کشتی بود و کلاهش را به نشانهٔ احترام در دست داشت و در حالی که کشتی به یک سو کج و در حال غرق شدن بود، سرش را به نشانهٔ نیایش خم کرده بود.
فاجعهٔ کشتی و از دست دادن مقدار زیادی طلا که بانک‌ها هنوز به آن وابسته بودند، به وحشت مالی ۱۸۵۷ در ایالات متحده منجر شد.
بقایای کشتی در سال ۱۹۸۷ در کاوش‌های گنج‌یابی پیدا شد.

## میراث
یاد و خاطرهٔ هرندون به طرق مختلف تجلیل شده‌است:
- هم‌قطارهای هرندون به افتخار او، بنای یادبودی را در آکادمی نیروی دریایی ایالات متحده برپا کردند.
- نیروی دریایی به افتخار او، دو کشتی جنگی آمریکا را هرندون نام‌گذاری کرده‌است.
- شهرهای هرندون در ایالت‌های ویرجینیا و پنسیلوانیا نیز به‌نام او نام‌گذاری شده‌اند.